# Dicallaneura ostrina
Dicallaneura ostrina is een vlindersoort uit de familie van de prachtvlinders (Riodinidae), onderfamilie Nemeobiinae.
Dicallaneura ostrina werd in 1894 beschreven door Grose-Smith.